# Slatina (Negotin)
Slatina (kyrillisch Слатина) ist ein Dorf in der Opština Negotin und im Bezirk Bor im Osten Serbiens.

## Geschichte
Es wird vermutet, dass sich die ersten Menschen Ende des 15. Jahrhunderts an der heutigen Stelle des Dorfes niedergelassen haben. Die Geschichte vom 15. bis zum 18. Jahrhundert ist weitgehend unbekannt. Im Jahre 1736 hatte das Dorf 44 Häuser.

## Einwohner
Die Volkszählung 2002  ergab, dass 479 Menschen im Dorf leben.
Weitere Volkszählungen:
- 1948: 1.136
- 1953: 1.141
- 1961: 1.154
- 1971: 1.113
- 1981: 1.108
- 1991: 1.009

## Sonstiges
Die Kirche im Dorf wurde im Jahre 1800 erbaut.